# Efeito de homogeneidade de exogrupo
O efeito de homogeneidade de exogrupo é a percepção que se tem dos membros do grupo externo como sendo mais semelhantes uns aos outros do que os membros do grupo, por exemplo, "eles são iguais; somos diversos".  O termo "efeito de homogeneidade de grupo externo", "viés de homogeneidade de grupo externo" ou "homogeneidade de grupo externo relativa" foi explicitamente contrastado com "homogeneidade de grupo externo" em geral, o último referindo-se à variabilidade de grupo externo não relacionada às percepções do grupo interno.
O efeito de homogeneidade fora do grupo é parte de um campo mais amplo de pesquisa que examina a variabilidade do grupo percebido.  Esta área inclui efeitos de homogeneidade dentro do grupo, bem como efeitos de homogeneidade fora do grupo, e também lida com efeitos de variabilidade de grupos percebidos que não estão ligados a membros do endo-grupo / exo-grupo, como efeitos relacionados ao poder, status e tamanho dos grupos.
O efeito de homogeneidade fora do grupo foi encontrado usando uma ampla variedade de diferentes grupos sociais, desde grupos políticos e raciais até grupos etários e de gênero.
As implicações deste efeito nos estereótipos foram observadas.  Percebedores tendem a ter impressões sobre a diversidade ou variabilidade dos membros do grupo em torno dessas tendências centrais ou atributos típicos desses membros do grupo.  Assim, os julgamentos de estereótipo de grupo externo são superestimados, apoiando a visão de que os estereótipos fora do grupo são generalizações excessivas.
O efeito de homogeneidade de grupo externo é às vezes referido como "viés de homogeneidade de grupo externo".  Tal nomenclatura sugere um debate meta-teórico mais amplo que está presente no campo da psicologia social .  Este debate centra-se na validade de percepções aumentadas de homogeneidade ingroup e outgroup, onde alguns pesquisadores vêem o efeito de homogeneidade como um exemplo de viés cognitivo e erro, enquanto outros pesquisadores ver o efeito como um exemplo de percepção social normal e muitas vezes adaptativa.

## Evidência Empírica
Outro exemplo desse fenômeno vem de um estudo em que pesquisadores pediram a 90 membros de uma irmandade que julgassem o grau de similaridade dentro do grupo para os seus e outros dois grupos.  Verificou-se que cada participante julgou que os seus próprios membros da irmandade eram mais diferentes do que os membros dos outros grupos.

### Investigação racial
Em um experimento, os pesquisadores revelaram que pessoas de outras raças parecem mais parecidas do que membros da própria raça.  Quando estudantes brancos mostravam rostos de alguns indivíduos brancos e alguns negros, eles mais tarde reconheceram com mais precisão os rostos brancos que tinham visto e muitas vezes reconheceram falsamente rostos negros nunca vistos antes.  Os resultados opostos foram encontrados quando os sujeitos consistiam de indivíduos negros.

## Explicações
Descobriu-se que esse viés não estava relacionado ao número de membros do grupo e não-membros que os indivíduos conheciam.  Pode-se pensar que as pessoas achavam que os membros de seus próprios grupos eram mais variados e diferentes simplesmente porque os conheciam melhor e, portanto, tinham mais informações sobre endogrupos, mas, na verdade, esse não é o caso.  O viés de homogeneidade fora do grupo foi encontrado entre grupos como "homens" e "mulheres" que obviamente interagem freqüentemente.
Em outros lugares, essa diferença é atribuída a diferenças em como as pessoas armazenam ou processam informações em grupo versus fora do grupo.  No entanto, este conceito foi desafiado devido a alguns casos em que os grupos se consideram homogêneos.  Pesquisadores postularam que tal efeito está presente quando a visão de um grupo como homogêneo ajuda a promover a solidariedade dentro do grupo.  Experiências sobre o tema descobriram que a homogeneidade dentro do grupo é exibida quando pessoas que se identificam com um grupo são apresentadas com informações estereotipadas sobre esse grupo.

### Teoria da auto-categorização
A teoria da auto-categorização atribui o efeito de homogeneidade exogrupal aos diferentes contextos que estão presentes quando se percebe exogrupos e endogrupos.  Para exogrupos, um observador experimentará um contexto intergrupal e, portanto, atenderá às diferenças entre os dois grupos.  Consequentemente, menos atenção é dada às diferenças entre os membros do grupo externo e isso leva a percepções de homogeneidade fora do grupo.  Ao perceber membros do grupo, um observador pode experimentar um contexto intergrupo ou um contexto intragrupo .  Em um contexto intergrupo, o endogrupo também seria previsto como comparativamente homogêneo, pois o observador atende às diferenças entre "nós" e "eles" (em outras palavras, ocorre despersonalização).  No entanto, em um contexto intragrupo, o observador pode ser motivado a atender às diferenças com o grupo (entre “eu” e “outros no grupo”), levando a percepções de heterogeneidade comparativa em grupo.  Como os percebedores são menos frequentemente motivados a realizar uma comparação intragrupos entre os grupos, isso leva a um efeito geral de homogeneidade de grupo externo.
O relato da teoria da autocategorização é apoiado por evidências que mostram que, em um contexto intergrupo, tanto o grupo externo quanto o grupo externo serão percebidos como mais homogêneos, enquanto quando julgados isoladamente, o grupo interno será percebido como comparativamente heterogêneo.  O relato da teoria da autocategorização elimina a necessidade de postular mecanismos de processamento diferentes para grupos endogrupos e exogrupos, bem como explicar os achados de homogeneidade exogrupos no paradigma de grupo mínimo . 
- Discriminação
- Lista de preconceitos no julgamento e na tomada de decisões